# Ischyromene polytyla
Ischyromene polytyla är en kräftdjursart som beskrevs av Harrison och David Malcolm Holdich1982. Ischyromene polytyla ingår i släktet Ischyromene och familjen klotkräftor. Inga underarter finns listade i Catalogue of Life.